# 教師夏休み物語
『教師夏休み物語』（きょうしなつやすみものがたり）は、1992年7月1日から9月23日まで毎週水曜日22:00 ‐ 22:54に日本テレビ系で放送されたテレビドラマである。主演は石橋凌。

## 概要
新宿区の高校を舞台に、元ホストのはみだし教師、劣等教師、エリート教師、純情教師などさまざまな個性を持ち教育に情熱を燃やす教師たちと次から次に問題を起こす生徒たち、そして管理教育提唱者との対決や葛藤が描かれた。自由の意味をはき違えた無気力な生徒たちはどこへ行くのか、などシリアスなテーマも追求していた。

## キャスト
- 荒井周二〈36〉 - 石橋凌
サラ金、ホストなどの職を転々とした後、兄の遺志を継いで教師になる。
- 松尾葉子〈23〉 - 鷲尾いさ子
新任の現代国語教師。何の免疫も無い純情さが特徴。周二の組の副担任を務める。
- 松尾武夫 - 古尾谷雅人
予備校の人気教師。大学生時代はレスリングをしており、周二は当時同じレスリング選手としてのライバル。
- 橋川文太郎〈34〉 - 近藤敦
数学教師。高校の創立者の遺児。管理教育を提唱して、周二と対立する。
- 金沢 実- 金山一彦
- 関田 博- 山田辰夫
- 荒井美子 - 萬田久子
- 山口平介 - 川谷拓三
高校の筆頭理事で、曹洞宗の寺院の住職でもある。大学の先輩として周二を支援する。
- 牧原由里 - 洞口依子
- 永谷英輔 - 長谷川初範
- 大泉正義 - 津川雅彦
前文部大臣で、国民党幹事長。資金面から高校移転計画を援助する。
- 高橋克典
- 朝井翔
- ドン貫太郎
- 間寛平
- 塩見三省
- 一色彩子
- 風間杜夫

（出典：）

## スタッフ
- 脚本 - 大久保昌一良 （全話）
- 音楽 - 梅林茂
- 主題歌 - 陣内大蔵「心の扉」
- 挿入歌 - 工藤静香「声を聴かせて」
- 演出 - 若松節朗、井上健、金田和樹
- 技術協力 - NTV映像センター、生田スタジオ
- 演出補 - 高丸雅隆
- 題字 - 海老原露巌
- カースタント - タカハシレーシング
- アクションコーディネイター - 橋本春彦
- プロデューサー - 水田伸生、井上喧子
- 制作著作 - 日本テレビ

## サブタイトル
| 各回   | 放送日        | サブタイトル     | 演出     |
| ------ | ------------- | ---------------- | -------- |
| 第1回  | 1992年 7月1日 | 男の人生         | 若松節朗 |
| 第2回  | 7月8日        | 愛から逃げないで | 若松節朗 |
| 第3回  | 7月15日       | 不良vs中年ガキ   | 井上健   |
| 第4回  | 7月22日       | オトコの課外授業 | 井上健   |
| 第5回  | 7月29日       | 涙色の青春やねん | 若松節朗 |
| 第6回  | 8月5日        | 生徒の本音を聞け | 金田和樹 |
| 第7回  | 8月12日       | 高校が揺れている | 井上健   |
| 第8回  | 8月19日       | 学校内クーデター | 若松節朗 |
| 第9回  | 8月26日       | 俺に嘘をつくな!  | 若松節朗 |
| 第10回 | 9月2日        | ぶっ殺してやる!  | 井上健   |
| 第11回 | 9月9日        | 絶対に負けねぇ!  | 金田和樹 |
| 第12回 | 9月16日       | 親友の死…        | 井上健   |
| 最終回 | 9月23日       | ケリをつける!    | 若松節朗 |

## 参考
- 教師夏休み物語 - テレビドラマデータベース